# Via dell'Ardiglione
Via dell'Ardiglione (o d'Ardiglione) è una strada del centro storico di Firenze, zona Oltrarno, che va con andamento a "L" dal borgo Stella e via dei Serragli, incrociandosi con via Santa Monaca. 

## Storia
La strada dopo un primo tratto rettilineo piega ad angolo retto a sinistra sfociando in via dei Serragli. Tale forma doveva ricordare quella del gancio nella fibbia, detto appunto ardiglione, infatti è attestato in passato anche il nome di via della Fibbia: "la fibbia, come si sa, è composta da un rettangolo, attraversato da una punta mobile, che s'infila nei fori della cinghia e che si chiama 'ardiglione'". Il primo tratto, che costeggia la chiesa di Santa Monica, si chiamò anche via Santa Monaca (come nella pianta di Ferdinando Ruggieri del 1731), mentre il secondo tratto ebbe nome di chiasso del Fico (probabilmente dalla presenza di tale albero); l'ultimo breve tratto che sfocia in via dei Serragli fu detto anche via Ardiglioncino.

## Descrizione
Via dell'Ardiglione è una strada secondaria che, nonostante si vada a collocare in una zona intensamente frequentata, vive in una dimensione di domestica semplicità e quiete. 

### Edifici
La maggior parte degli edifici mantiene ancora le dimensioni contenute, monofamiliari, senza sopraelevazioni, che ne fanno una delle strade più pittoresche dell'intera zona. Molti edifici sono ancora oggi contraddistinti da piccoli tabernacoli e da pietrini che ne riconducono le antiche proprietà a istituzioni religiose, e sono stati restaurati in tempi recenti.
| Immagine | N°    | Nome                  | Descrizione |
| -------- | ----- | --------------------- | --- |
|          | 6     | Casa                  | Si tratta di un edificio con un prospetto di forme oltremodo semplici, probabilmente riconfigurato nel Settecento (e recentemente restaurato) e organizzato su quattro piani per cinque assi. La casa documenta - grazie al pietrino a forma di scudo incappato posto sull'ingresso. riconoscibile come insegna dell'Ordine carmelitano - una proprietà che, a un certo momento della storia dell'immobile, fu con ogni probabilità della vicina chiesa di Santa Maria del Carmine, così come sarà stato per altre case limitrofe, poste in aderenza al convento fiorentino. |
|          | 8     | Casa                  | Si tratta di un edificio con un prospetto di forme oltremodo semplici, che si distingue unicamente per la presenza, a timbrare l'ingresso all'edificio, di un pietrino non rintracciato in altre zone della città e non individuato, recante un monte a tre cime sormontato da due chiavi decussate (emblema di san Pietro?), secondo un disegno forse compromesso da recenti integrazioni. Se si trattasse di un'arme parlante potrebbe essere una versione semplificata dello stemma della chiesa di San Pietro a Monticelli. |
|          | 13    | Casa                  | La casa, a due assi con un solo piano sopraelevato, è un tipico esempio degli edifici di questa strada che, in linea di massima, non hanno ricevuto sopraelevazioni, restando a una dimensione contenuta, databile tra l'allargamento delle mura a inizio XIV secolo e tutto il XV secolo. Si distingue per la presenza di un tabernacolo, all'altezza del davanzale del primo piano, oggi contenente un'immagine moderna, e per una buchetta del vino tamponata sotto la finestra del piano terra. |
|          | 17    | Casa                  | Questa casa a schiera, con la facciata limitata a tre piani per due assi, è di disegno oltremodo semplificato e che quindi conserva l'immagine di una costruzione antica. Al centro del piano terreno si trova un pietrino con un putto in fasce (eroso ma dalla forma inconfondibile), che chiarisce l'immobile quale proprietà, un tempo, dello Spedale degli Innocenti. |
|          | 22-24 | Casa                  | L'edificio si presenta attualmente con il fronte organizzato per tre assi su cinque piani, i più alti frutto di soprelevazioni probabilmente del primo Novecento, quando tutto il prospetto fu ridisegnato in forme oltremodo semplici, facendo assumere all'immobile il carattere di un casamento moderno. Permangono tuttavia al terreno i due piccoli ingressi e, su quello contrassegnato dal civico 24, un pietrino rettangolare che indica inequivocabilmente la casa che qui un tempo si trovava come "De Prioria di S. Romolo in Piazza" (piazza della Signoria). Sulla semplice rosta dello stesso portoncino sono le iniziali A.M. |
|          | 19    | Casa                  | L'edificio si distingue dagli altri che delimitano questo tratto di strada per il tono conferito alla facciata dalle finestre del terreno, con cornici in pietra e ampie grate in ferro, e dalla cornice del portone, non priva di una certa grazia. Nel loro insieme questi elementi sembrerebbero datare al Settecento il fronte, certo riconfigurazione di una più antica preesistenza e a sua volta modificato successivamente, vista la mancanza di una simmetria d'insieme. Simmetrico e speculare è invece il portone rispetto a quello della casa antistante, contrassegnata dal n. 28, che comunica con questa grazie ad un ampio cavalcavia che, con una volta, supera la via, conferendo alla fabbrica un notevole interesse in ragione dell'articolazione dei volumi e del suo inusuale imporsi nello spazio urbano. Secondo quanto riportato nel diario del Settimani, l'arco sarebbe stato costruito in una sola giornata nel 3 marzo 1716 "in sei ore e e mezza, da un Papi setaiolo, contro il parere dei vicini". Sul lato sinistro del fronte si rileva inoltre un pietrino con le lettere M. A. R., che consente di ricondurre l'originaria proprietà dell'immobile al monastero dell'Arcangelo Raffaello, soppresso nel 1734 (già in borgo San Frediano 68). Al di sotto della volta, oltre a un passo carraio dal lato sinistro e a un ulteriore ingresso dal lato destro (18 rosso) è vicino a quest'ultimo, un tabernacolo. Secondo Bargellini-Guarnieri questo edificio confinerebbe, tramite un cortile comune, con quello in via dei Serragli 42, chiamato palazzo Papi poi Grassi-Conte-Del Greco. Dietro il cavalcavia, in alto, si nota inoltre uno stemma che per la forma potrebbe essere un pietrino per Padri Agostiniani del convento di Santo Spirito. |
|          | 28    | Casa                  | L'edificio, posto dal lato delle proprietà già di pertinenza della chiesa di Santa Maria del Carmine, presenta al terreno una finestra e un portone in tutto simili a quelle che caratterizzano l'edificio antistante, segnato con il n. 19 e collegato a questo tramite un corridore voltato a cavallo della via. |
|          | 30    | Casa di Filippo Lippi | La casa è piccola e ben curata, in tono con gli altri edifici di questo tratto della strada che vive in una dimensione di domestica semplicità e quiete. Già proprietà dei Padri Carmelitani (rientrando nel perimetro dei beni di pertinenza della chiesa di Santa Maria del Carmine) fu questa la casa dove nacque il pittore Filippo di Tommaso Lippi, come ricordato dalla lapide che segna il centro della facciata, collocata nel 1887 quando l'edificio era di proprietà Minucci Del Rosso. Orfano di madre dalla nascita e affidato a dei poveri zii, Filippo col fratello Giovanni entrò forzatamente a solo otto anni nel vicino convento del Carmine, venendo avviato a una vita religiosa che non fu sicuramente la sua vocazione. Tuttavia qui potette assistere alla realizzazione degli affreschi di Masaccio nella Cappella Brancacci, evento che lo portò sulla strada della pittura con grande successo. Ai lati della casa sono inoltre due piccoli pietrini, del tutto erosi e poco leggibili, che tuttavia si possono immaginare recanti un tempo l'insegna dell'ordine carmelitano. |
|          | 31    | Casa                  | La casa ha un prospetto oltremodo semplice, organizzato su due soli piani, e nell'insieme si mostra di carattere antico, immune da significative riconfigurazioni. Sul fronte, al primo piano, tra le due finestre poste a sinistra, è un pietrino oltremodo consunto e tuttavia ancora individuabile come recante l'insegna di Santo Spirito, a ricondurre quella che era un tempo la proprietà della casa al vicino convento. |
|          | 33    | Casa                  | La casa determina l'angolo sul quale via d'Ardiglione curva bruscamente ad angolo retto, andando poco dopo a congiungersi con via dei Serragli. Il prospetto è organizzato su tre piani, con tre assi nel primo tratto della strada e due (di cui uno tamponato) sul secondo. Si tratta, come per la maggior parte degli edifici di questa via, di un immobile sicuramente antico ma privo per quanto riguarda la facciata di elementi architettonici d'interesse. Lo si segnala per la presenza di due pietrini: il primo, a forma di rotella, è distintivo delle proprietà che un tempo furono del convento di San Pier Martire di piazza di San Felice. Il numero romano che lo accompagna (16?) è in riferimento alla posizione dell'immobile nel registro delle possessioni dell'istituto. Poco oltre appare un pietrino con la colomba dello Spirito Santo, nelle forme proprie dei contrassegni attestanti la proprietà da parte della compagnia di San Basilio (congrega dello Spirito Santo) che si trovava in angolo tra via San Gallo e via Guelfa, istituita nel 1491 e soppressa nel 1784. Difficile dire quale proprietà sia subentrata all'altra, anche se appare probabile che i due pietrini testimonino di due diverse case, poi unificate nell'attuale immobile. . |
|          | 30    | Giardino Nidiaci      | Il complesso era in origine un orto privato ricavato dopo le soppressioni degli orti del monastero del Carmine, e fu acquistato nel 1838 dallo scultore Emilio Santarelli, che vi fece costruire diversi edifici con ingresso da via della Chiesa per ospitare la sua casa e in particolare il suo studio, ampio e luminoso; un ampio cancello di servizio su via d'Ardiglione serviva per il trasporto dei marmi da lui adoperati. Nel gennaio del 1886, pochi mesi prima di morire, lo scultore cedette la proprietà ad Achille Baille de Saint-Martin, che alla propria morte nel 1913 la lasciò all'abate Gastone Pighetti di Marsiglia. Il 1º novembre 1915, l'abate affittò il palazzo al Comune per ospitarvi una scuola elementare. Nel 1920, il colonnello Edward Otis Bartlett Jr, commissario della Croce Rossa statunitense, fece vendere al commerciante Carlo-Matteo Girard e all'avvocato Umberto Nidiaci una partita di merci della stessa Croce Rossa, destinando il ricavato "a favore di un Ente, che, nel quartiere di San Frediano di questa Città, curi la istruzione e la educazione popolare, con speciale riguardo alla infanzia". La somma fu investita nell'acquisto del complesso del Nidiaci. A partire dal 1923, il giardino e il pianoterra di palazzo Santarelli in via della Chiesa furono adibiti a doposcuola e successivamente divennero "simbolo del cattolicesimo sociale fiorentino", frequentato dagli allievi e amici di Giorgio La Pira, Fioretta Mazzei e don Danilo Cubattoli (don Cuba). Nel 1954 e nel 1957, la famiglia Nidiaci donò ufficialmente al Comune una parte del giardino con la serra Santarelli, oggi detta Limonaia. La parte restante, pur vincolata nel piano regolatore a "servizi pubblici di quartiere", fu acquistata nel 2008 in un'asta da una holding privata, che nell'autunno del 2012 iniziò i lavori per la trasformazione degli edifici in appartamenti privati e del giardino in parcheggio, operazione oggetto di contestazione da parte di associazioni locali. |
|          | 35    | Casa                  | La casa ha un prospetto oltremodo semplice, organizzato su tre piani per due assi, con bucature oltremodo ridotte di modo che nell'insieme prevalgono i pieni sui vuoti e l'edificio si mostra di carattere antico, immune da significative riconfigurazioni. Sul fronte è un pietrino con la colomba dello Spirito Santo, nelle forme proprie dei contrassegni attestanti la proprietà da parte della compagnia di San Basilio degli Armeni (detta dello Spirito Santo), con le iniziali S. B. (San Basilio) che accompagnano al di sotto del rilievo. |
|          | 37    | Casa                  | La casa ha un prospetto oltremodo semplice, organizzato su tre piani per due assi, e nell'insieme si mostra di carattere antico, immune da significative riconfigurazioni. Sul fronte, al terreno, è un pietrino che riconduce quella che era un tempo la proprietà della casa al vicino convento di Santo Spirito. |
|          | 38    | Palazzo               | Si tratta di un esteso edificio con caratteri cinque seicenteschi, posto sull'angolo tra via dei Serragli 64 (dove è il prospetto principale) e via dell'Ardiglione, dove si sviluppa per un notevole tratto restringendo la carreggiata di quest'ultima (la fabbrica si pone quindi oltre il filo degli altri edifici in fregio). La facciata su via dei Serragli si caratterizza per l'alto sviluppo dei tre piani, organizzati su quattro assi, con l'alto portone posto all'estrema sinistra e incorniciato da conci piani di pietraforte, posti a filo dell'intonaco, così come accade per le finestre dei piani superiori, ad arco e allineate su un ricorso marcadavanzale ugualmente in pietra e in significativo aggetto. Dal lato di via dell'Ardiglione è un tabernacolo che conserva un rilievo policromo con la Madonna e il Bambino, restaurato dallo Studio Ardiglione nel 1993. Il palazzo è stato riqualificato esternamente tra il 2021 e il 2024. All'interno esiste un cortile porticato su un lato, con abitazioni disposte su più livelli raggiungibili da scale esterne indipendenti. Verso l'androne si trova un pozzo privato coperto, oggi chiuso. |

### Tabernacoli

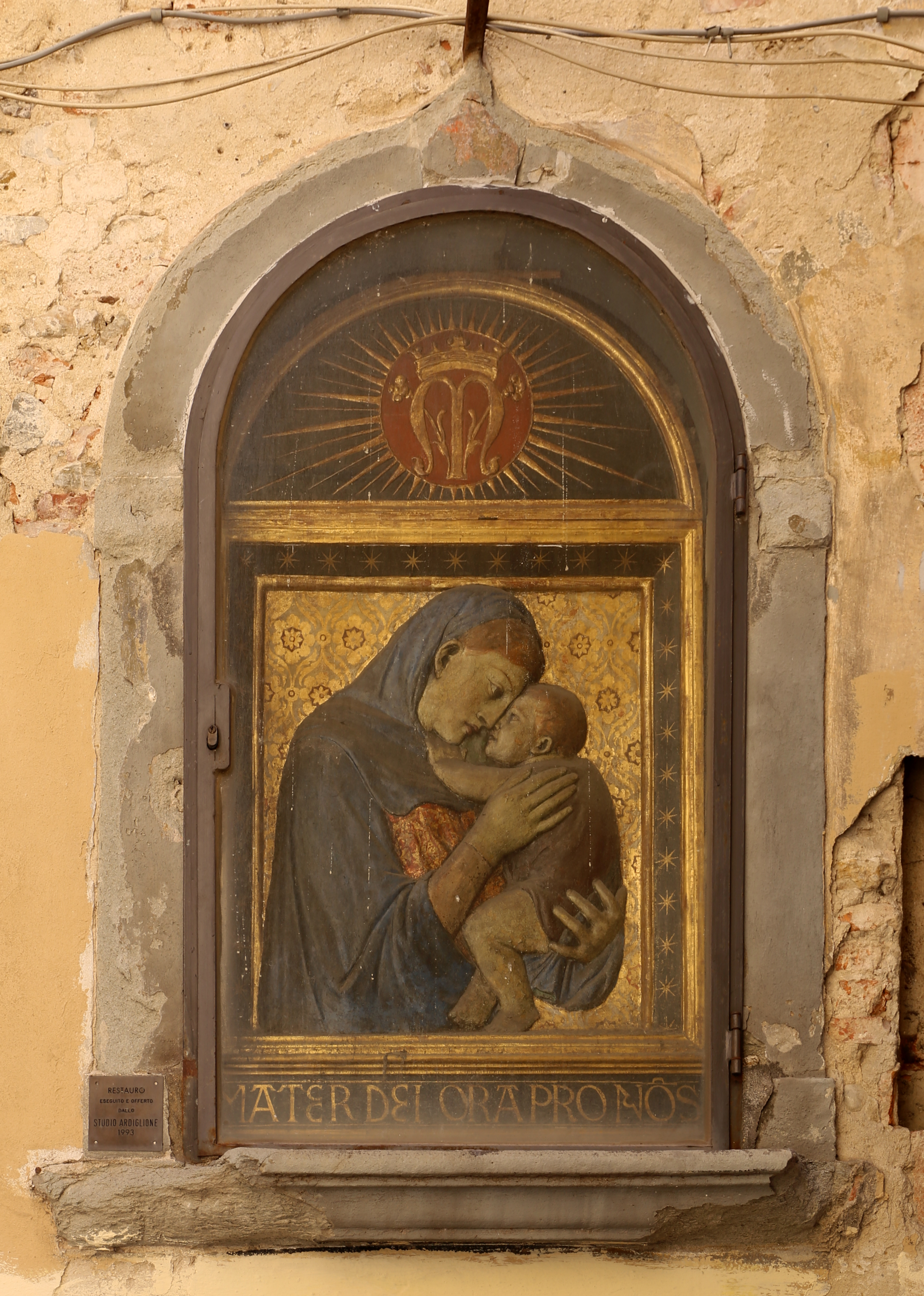
Tabernacolo all'angolo con via dei Serragli

Al n. 13 si trova una nicchia centinata che contiene un piccolo dipinto moderno del busto della Madonna. Al tempo di Guarnieri (1987) vi era collocata una stampa moderna della Madonna col Bambino. 
Passato l'angolo con via Santa Monaca, alla cantonata, si vede una nicchia con cornice in pietra databile al XIX secolo, dotata di tarbeazione e base modanate e sporgenti, e di una fitta grata che protegge un tondo robbiano della Madonna col Bambino e angioletti di recente fattura. 
Al n. 14 si trova una moderna immagine devozionale in terracota policroma invetriata, con una Madonna col Bambino entro lunetta cuspidata con bordo ornato da festoni.
Sotto il cavalcavia al n. 28 (presso la porta secondaria al n. 18 rosso), un tabernacolo con cornice in pietra settecentesco, contenente un bassorilievo della Madonna annunciata moderno, potrebbe risalire al 1716, quando fu fatto l'arco, e probabilmente vi era collegato un lume che rischiarava questo angolo buio di notte.  
Il tabernacolo di maggior pregio della strada si trova presso la cantonata con via dei Serragli, ed è contenuto in una nicchia centinata con cornice in pietra e braccio in ferro per una lampada. Si tratta di una Madonna col Bambino in stucco policromo e dorato, su uno sfondo che imita un ricco damasco e montata su una cornice lignea e derivata dalla Madonna Pazzi di Donatello, ascrivibile a una bottega fiorentina del XV-XVI secolo. Nella lunetta si vede una M di Maria incoronat e decorata da due fiori, lavorata a rilievo con la pastiglia e dorata, entro un sole raggiato. Sulla base del tabernacolo si legge la scritta «MATER DEI ORA PRO NOBIS». Il tabernacolo è stato restaurato dallo Studio Ardiglione nel 1993.

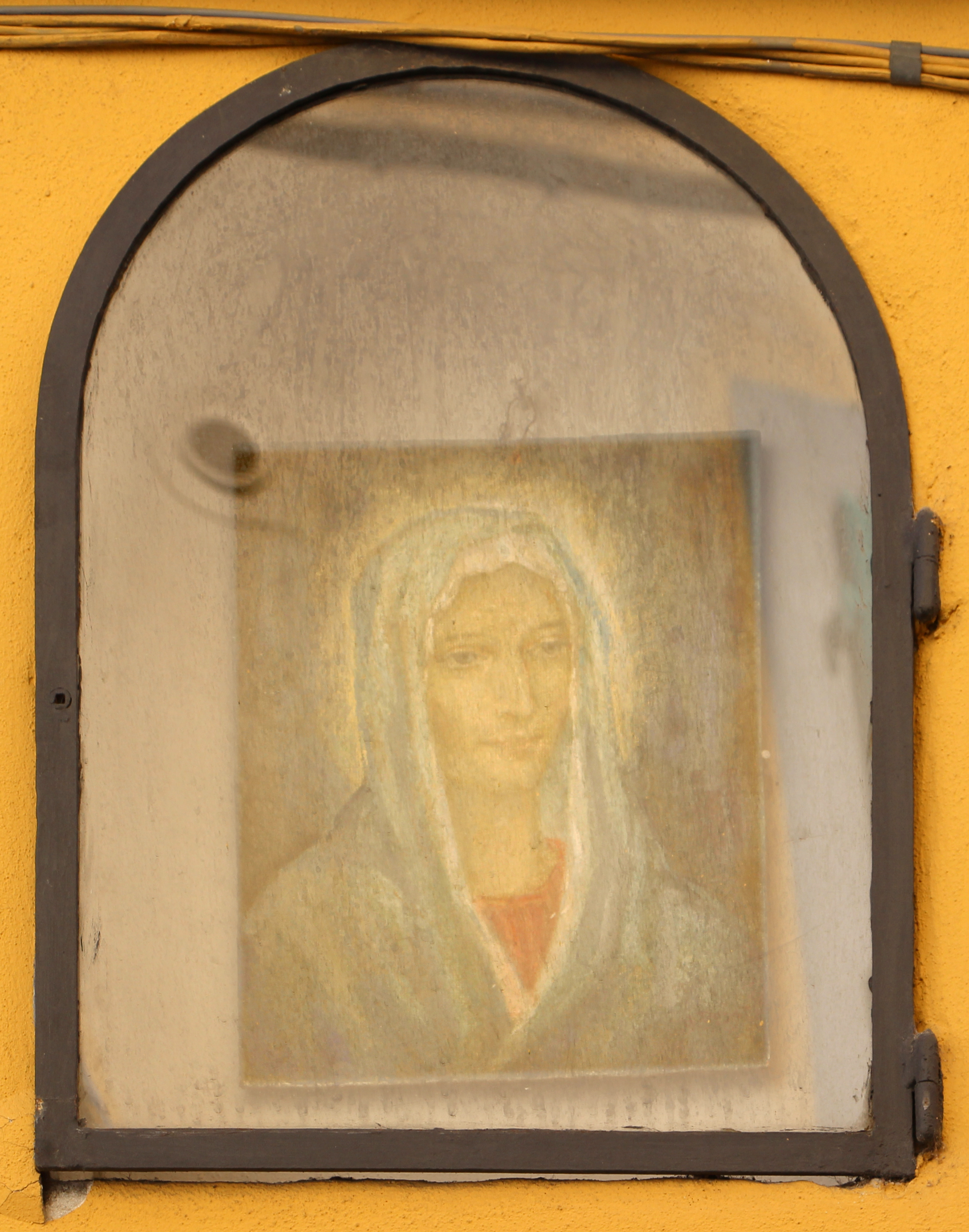
Tabernacolo al n. 13
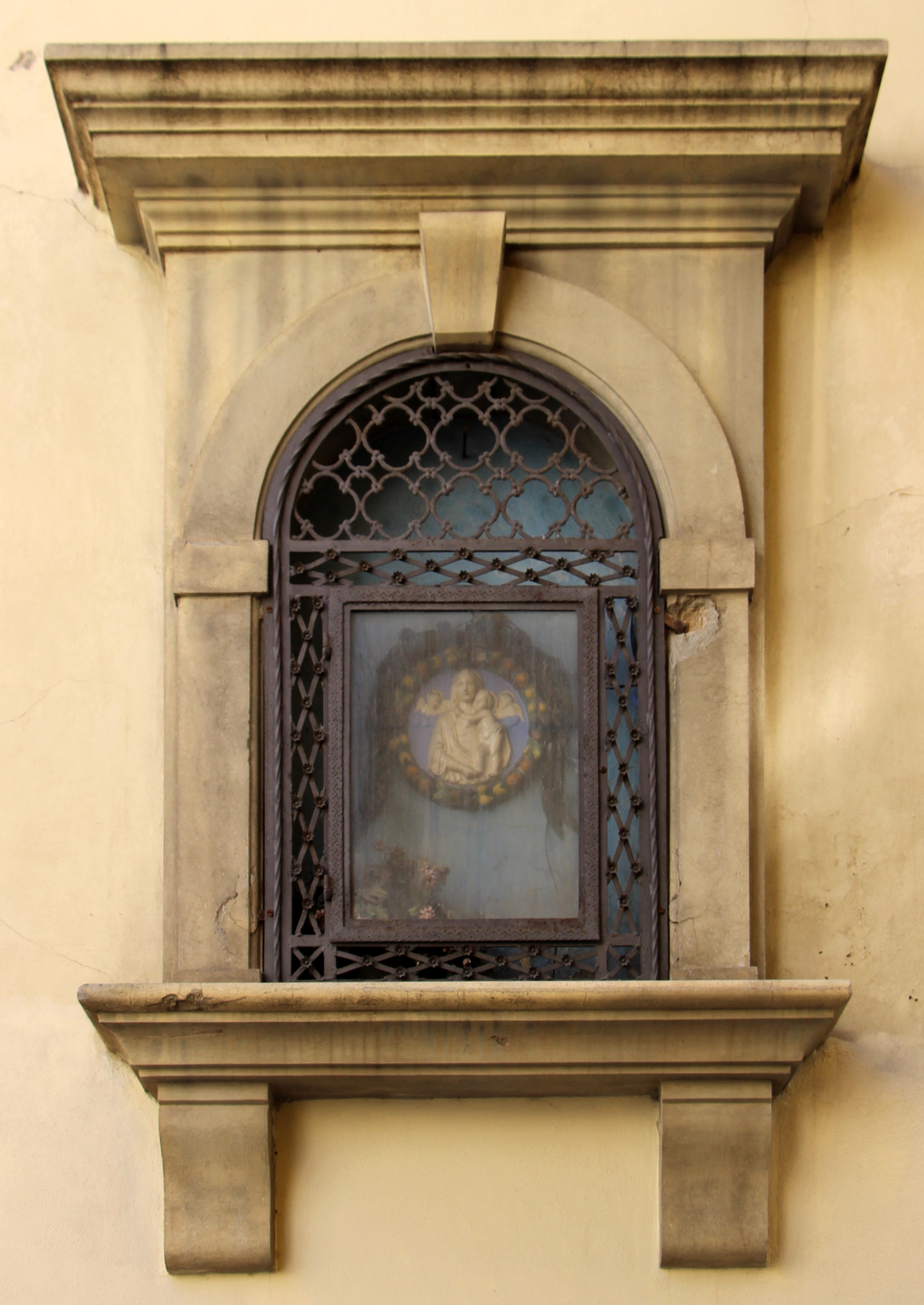
Tabernacolo all'angolo con via Santa Monaca
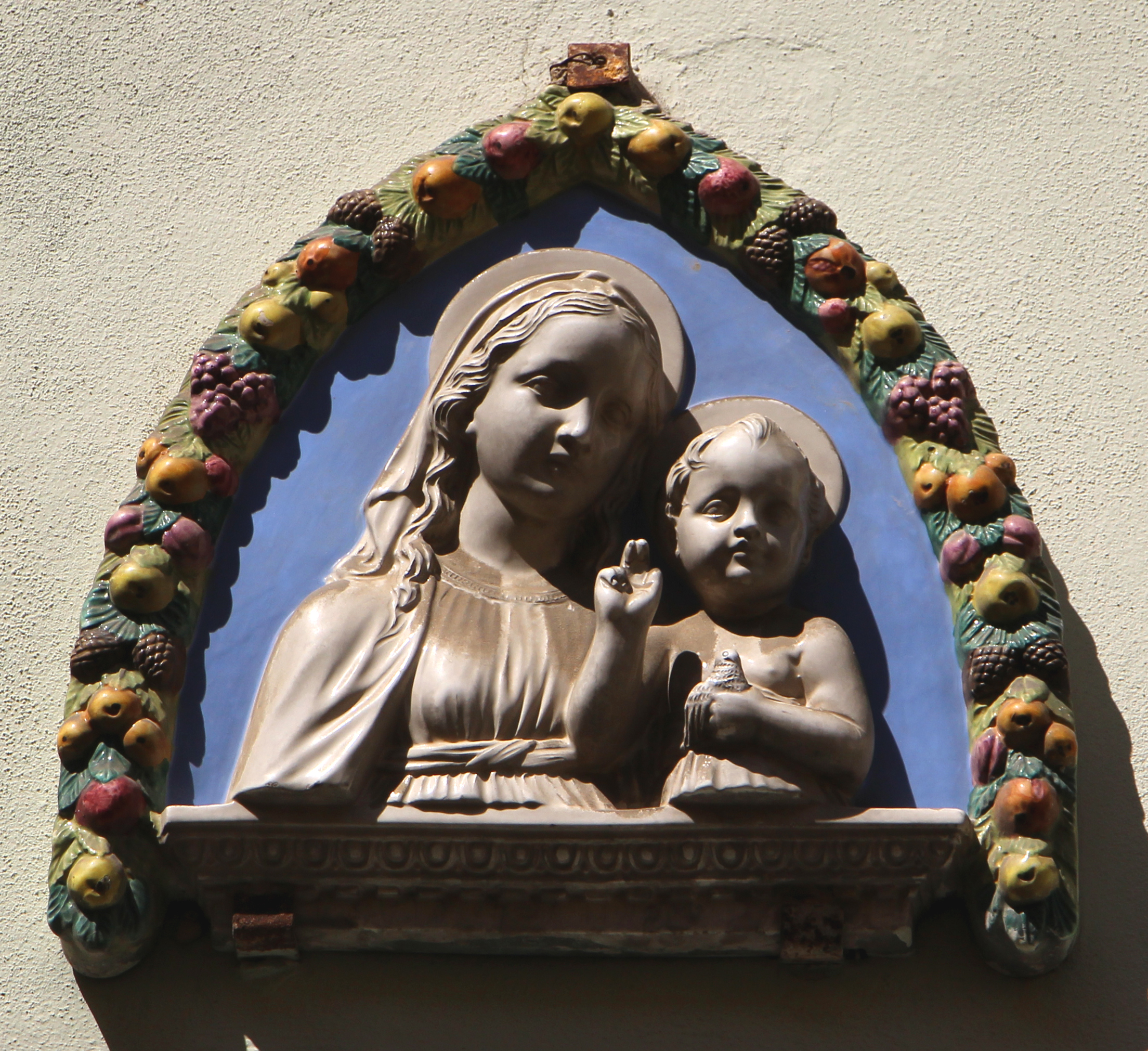
Tabernacolo al n. 14
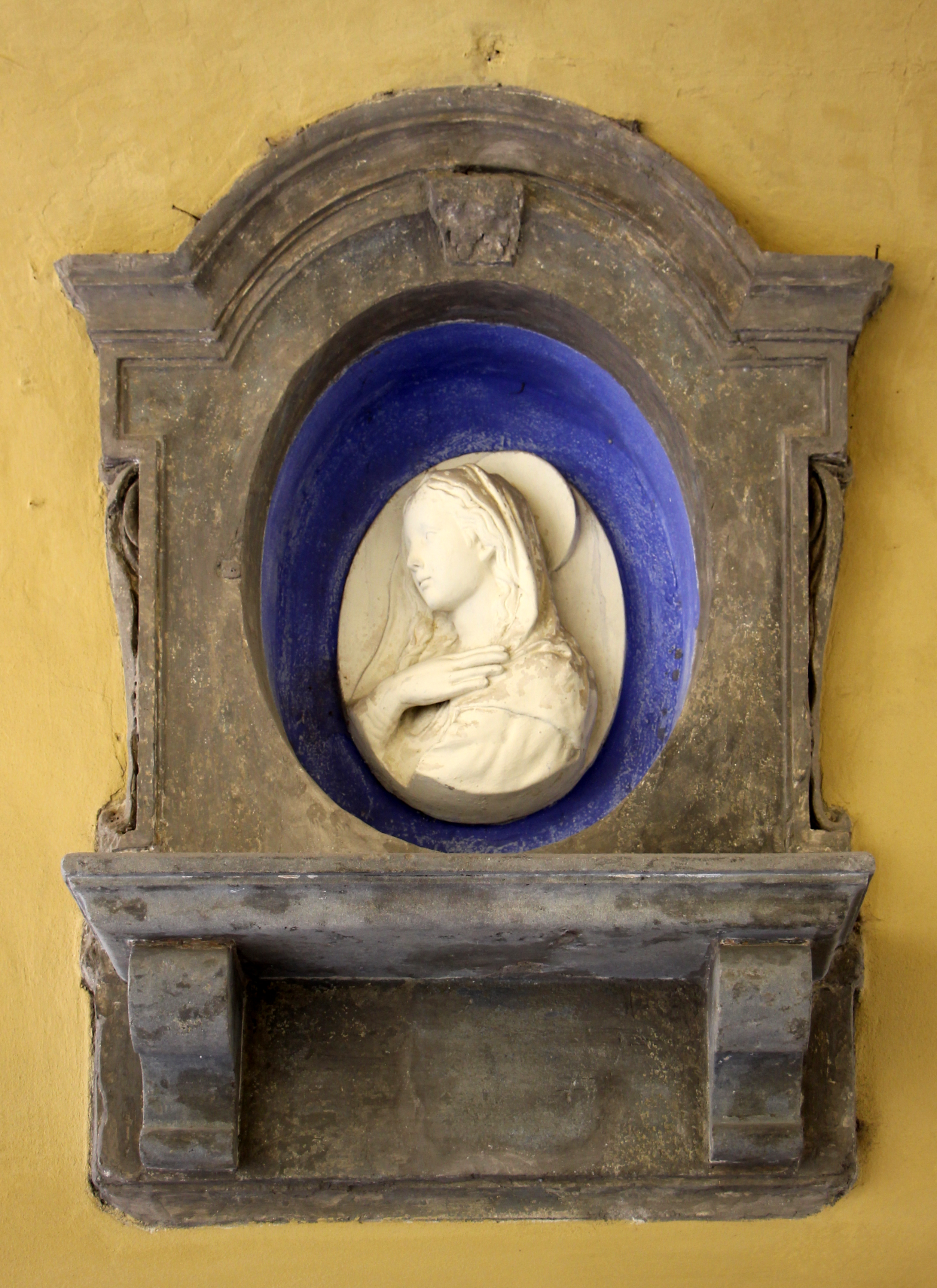
Tabernacolo al n. 28
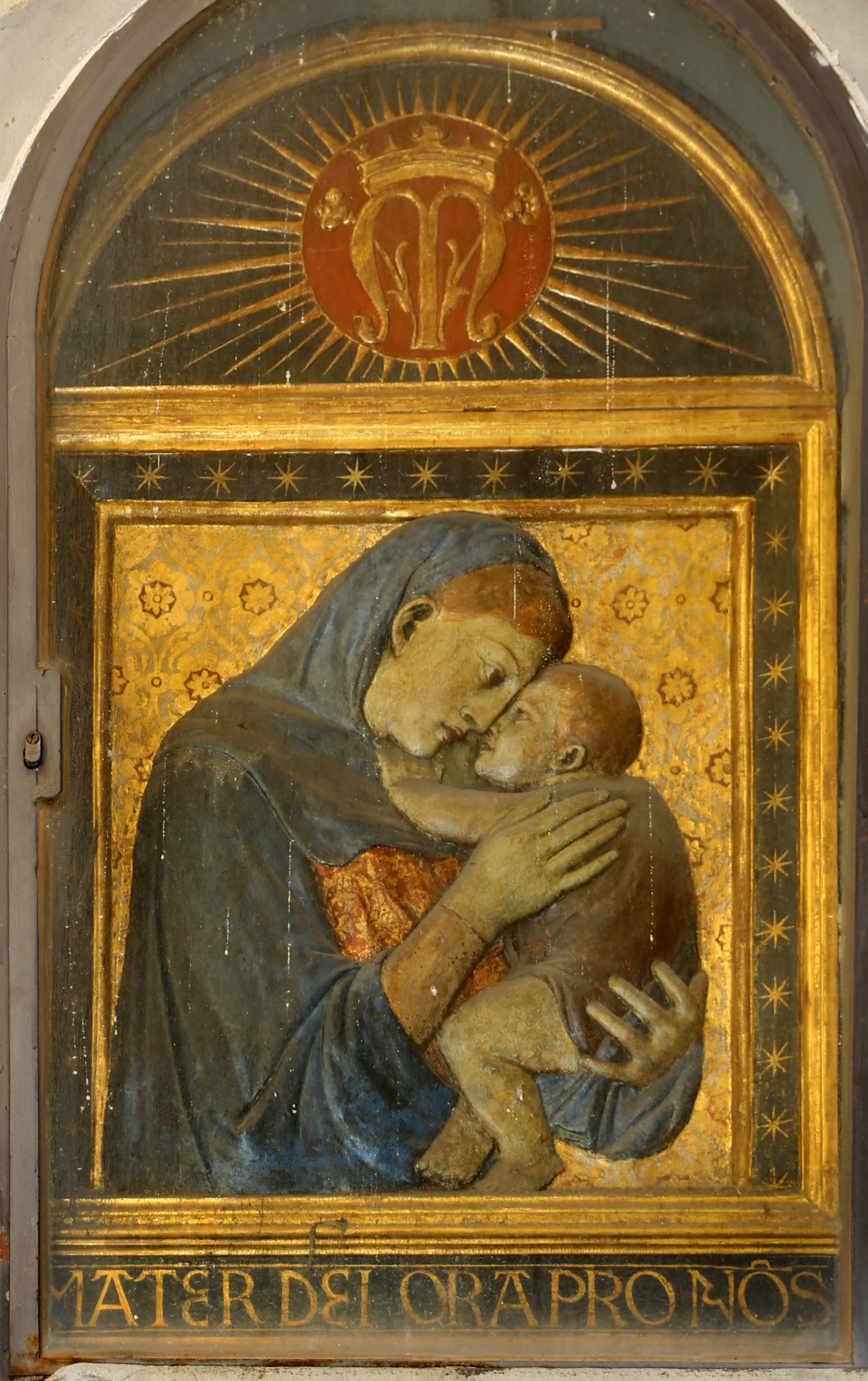
Il tabernacolo da Donatello

### Lapidi
Sul fianco della chiesa di Santa Monica si trova una lapide dei Signori Otto oggi completamente abrasa, ma un tempo parzialmente leggibile, che essenzialmente vieta il gioco e le "brutture" nei pressi della chiesa:
| I SS OTTO PROIBISCONO IN Q.A STRADA IL GIOCARE FAR BRVTTVRE ET.C SOTTO LE SOLITE PENE |

Al 30 una lapide ricorda la casa natale di Filippo Lippi:
| IN QUESTA CASA GIÀ DEI PP. CARMELITANI NACQUE NEL 1406 FILIPPO DI TOMMASO LIPPI |